# بيري إليس (كرة سلة)
بيري إليس (بالإنجليزية: Perry Ellis)‏ مواليد 14 سبتمبر 1993 في ويتشيتا، هو لاعب كرة سلة أمريكي. بدأ مسيرته الاحترافية في سنة 2016. يبلغ طوله 6 قدم 7 بوصة (2.0 م). حقق المركز الأول في الألعاب الجامعية الصيفية 2015. لعب مع غرينزبورو سوورم في دوري الرابطة الوطنية لفئة التطوير وسيدني كينجز في الدوري الأسترالي لكرة السلة.

## الميداليات
| الميدالية | المسابقة                      |
| --------- | ----------------------------- |
| ذهبية     | الألعاب الجامعية الصيفية 2015 |

## روابط خارجية
- بيري إليس على موقع دوري كرة السلة الياباني للمحترفين (اليابانية)
- بيري إليس على موقع سبورتس رفرنس (الإنجليزية)
- بيري إليس على موقع كرة السلة الأوروبية.كوم (الإنجليزية)
- بيري إليس على موقع DraftExpress.com (الإنجليزية)
- بيري إليس على موقع إي إس بي إن.كوم (الإنجليزية)
- بيري إليس على موقع كلية كرة السلة في سبورتس رفرنس.كوم (الإنجليزية)
- بيري إليس على موقع ريلجم (الإنجليزية)
- بيري إليس على موقع بروبوليرز (الإنجليزية)
- بيري إليس على موقع سبورتس رفرنس (الإنجليزية)
- بيري إليس على موقع سبورتس رفرنس (الإنجليزية)